# Hide-away
「Hide-away」（ハイド アウェイ）は、AAAの楽曲。同グループ22枚目のシングルとして2009年10月21日にavex traxから発売された。

## 概要
- 前作「Break Down/Break your name/Summer Revolution」から約3ヶ月ぶりの発売となる。
- 表題曲「Hide-away」・男メンバー曲「Hide & Seek」・女メンバー曲「Find you」の3曲・「Hide-away」の別バージョン「With you」からなるシングルである。
- このシングルは1枚に上記の4曲とも収録されているわけではなく、CD+DVD Aには、「Hide-away」と「Hide & Seek」、CD+DVD Bには、「Hide-away」と「Find you」、CD ONLYには「Hide-away」と「With you」が収録されている。
- 4曲ともメロディーはほぼ同じで、歌詞が異なる。「Hide-away」と「With you」は同一アレンジだがそれ以外は異なるアレンジになっている。CD ONLY盤に収録されているリミックスを加えると全7パターンが存在する。
- 本シングルより、それまでメインヴォーカルだった西島・宇野・浦田に加え伊藤もメインヴォーカルになる。
- 作曲は元ELTの五十嵐充が手がけた。2009年以降の楽曲で五十嵐がELT、RUSHMORE以外のアーティストに曲を提供したのはこの時が初めてである(ELT楽曲のカヴァーを除く)。
- 『鍵』をテーマにPVは3曲がつながっている。
- 全形態の初回盤にトレーディングカード(全8種)がランダムで1枚封入されている。
- 2009年10月23日、音楽番組『ミュージックステーション』に初登場。「Hide-away」を披露[7]。

## 収録内容

### CD+DVD A
- CD

1. Hide & Seek（4:32）
作詞：松井五郎 / ラップ詞：日高光啓 / 作曲：五十嵐充 / 編曲：tasuku
  - 男メンバーのみで歌う曲である。
2. Hide-away（4:20）
作詞：leonn / ラップ詞：日高光啓 / 作曲：五十嵐充 / 編曲：ats-
  - メンバー全員。
  - White Sacasテーマソング。
3. Hide & Seek（Instrumental）（4:32）
4. Hide-away（Instrumental）（4:16）

- DVD

1. Hide & Seek[Music Clip]
2. Hide-away[Music Clip]

### CD+DVD B
- CD

1. Find you（4:04）
作詞：H.U.B. / ラップ詞：日高光啓 / 作曲：五十嵐充 / 編曲：五十嵐充
  - 女メンバーのみで歌う曲である。
2. Hide-away（4:20）
3. Find you（Instrumental）（4:04)
4. Hide-away（Instrumental）（4:16）

- DVD

1. Find you[Music Clip]
2. Hide-away[Music Clip]

### CD ONLY
1. Hide-away（4:18）
2. With you （4:18）
作詞：leonn / ラップ詞：日高光啓 / 作曲：五十嵐充 / 編曲：ats-
  - 「Hide-away」の別ヴァージョン（歌詞が異なる）
  - 読売テレビ・日本テレビアニメ『犬夜叉 完結編』エンディングテーマ[8]
3. Hide-away(dino starr Mix)（5:10）
4. Hide & Seek（SCP ReVamp Mix）（3:53）
5. Find you（Super Mix）（4:47）
6. Hide-away（Instrumental）（4:16）

### 横浜アリーナ 記念盤
1. Hide-away
2. Hide-away（Instrumental）
3. Hide-away（20090922 4th Anniversary LIVE）

- DVD

1. Hide-away[Music Clip Making]